# August Todt
August Todt (* 29. Juli 1833 in Düsterort bei Ueckermünde; † 26. Oktober 1900; vollständiger Name Johann August Wilhelm Todt) war ein deutscher Organist und Komponist. Er wirkte ab 1863 in Stettin, anfangs als Organist an der Peter-und-Paul-Kirche, ab 1875 freischaffend.

## Leben
Todt wurde als Sohn eines Schullehrers und Organisten in Düsterort bei Ueckermünde geboren. Er besuchte zunächst die Friedrich-Wilhelm-Realschule in Stettin, anschließend die Realschule in Treptow an der Rega und ging dann an das Stettiner Lehrerseminar, um – wie sein Vater – den Beruf des Schullehrers einzuschlagen. Nach Abschluss des Seminars unterrichtete er von 1853 bis 1856 in Stettin.
Er entschloss sich dann aber, hauptberuflicher Musiker zu werden. Hierzu besuchte er von 1857 bis 1859 das Institut für Kirchenmusik in Berlin. Nach Stationen als Lehrer in Pyritz und Kantor in Küstrin kam Todt 1863 als Organist an die Peter-und-Paul-Kirche in Stettin. 1868 wechselte er in Stettin als Kantor und Organist an die Johanniskirche. Ab 1875 wirkte er als freischaffender Organist und Komponist in Stettin. Er starb im Jahre 1900 und wurde auf dem Friedhof von Nemitz bei Stettin bestattet.
Als Komponist veröffentlichte Todt 79 Werke. In einigen Kompositionen bezog er sich auf den Stettiner Komponisten Carl Loewe; ferner führte er Werke Loewes in Stettin auf. Zum Gedächtnis an Carl Loewe komponierte er ein Stück zu dem Text Die Orgel tönt noch immer fort von Ludwig Giesebrecht, Lehrer am Stettiner Marienstiftsgymnasium.
Todt galt in zeitgenössischen Lexika als einer der bedeutendsten Organisten seiner Zeit. Seine Kompositionen jedoch sind nach seinem Tode weitgehend in Vergessenheit geraten.